# Lone Star, Texas
Lone Star är en ort i Morris County i delstaten Texas, USA.